# شهرستان خداآفرین
شهرستان خداآفرین یکی از شهرستان‌های استان آذربایجان شرقی است. مرکز این شهرستان، شهر خمارلو است.

## تقسیمات کشوری
این شهرستان از ۳ بخش ۳ شهر و ۷ دهستان تشکیل شده است. 
| بخش     | مرکز بخش | جمعیت بخش ۱۳۹۵ | نام دهستان   | مرکز دهستان | جمعیت دهستان ۱۳۹۵ | شهر     | جمعیت شهر ۱۳۹۵ |
| ------- | -------- | -------------- | ------------ | ----------- | ----------------- | ------- | -------------- |
| مرکزی   | خمارلو   | ۸،۵۳۱ نفر      | بسطاملو      | بسطاملو     | ۴،۵۶۱ نفر         | خمارلو  | ۲،۶۰۲ نفر      |
| مرکزی   | خمارلو   | ۸،۵۳۱ نفر      | کیوان        | [[..]]      | ۲،۰۶۸ نفر         | خمارلو  | ۲،۶۰۲ نفر      |
| گرمادوز | لاریجان  | ۱۲،۵۴۴ نفر     | گرمادوز غربی | لاریجان     | ۸،۰۳۸ نفر         | لاریجان | ۲،۰۹۴ نفر      |
| گرمادوز | لاریجان  | ۱۲،۵۴۴ نفر     | گرمادوز شرقی | محمودآباد   | ۴،۲۳۶ نفر         | لاریجان | ۲،۰۹۴ نفر      |
| منجوان  | عاشقلو   | ۱۱،۹۲۰ نفر     | منجوان غربی  | [[..]]      | ۴،۰۹۴ نفر         | عاشقلو  | ۱،۵۲۶ نفر      |
| منجوان  | عاشقلو   | ۱۱،۹۲۰ نفر     | منجوان شرقی  | [[..]]      | ۵،۰۶۶ نفر         | عاشقلو  | ۱،۵۲۶ نفر      |
| منجوان  | عاشقلو   | ۱۱،۹۲۰ نفر     | دیزمار شرقی  | [[..]]      | ۲،۷۶۰ نفر         | عاشقلو  | ۱،۵۲۶ نفر      |

خداآفرین تا سال ۱۳۹۰ بخشی از شهرستان کلیبر بود و در این سال از آن جدا شد.

## جمعیت
جمعیت این شهرستان در سال ۱۳۸۵ خورشیدی بالغ بر ۳۲٬۷۶۴ نفر بوده که دومین شهرستان کم‌جمعیت استان به‌شمار می‌رود. از این تعداد، ۱۰٬۰۳۴ نفر در بخش مرکزی، ۱۱٬۷۳۷ نفر در بخش گرمادوز و ۱۱٬۹۹۳ نفر در بخش منجوان ساکن بوده‌اند. قسمت‌هایی از دهستان دیزمار شرقی که سابقاً تابع دیزمار ارسباران به مرکزیت خاروانا بودند ضمیمه بخش منجوان شده است. مابقی دیزمار شرقی بین بخش مرکزی ورزقان و بخش سیه رود تقسیم شده است.